# Miesse

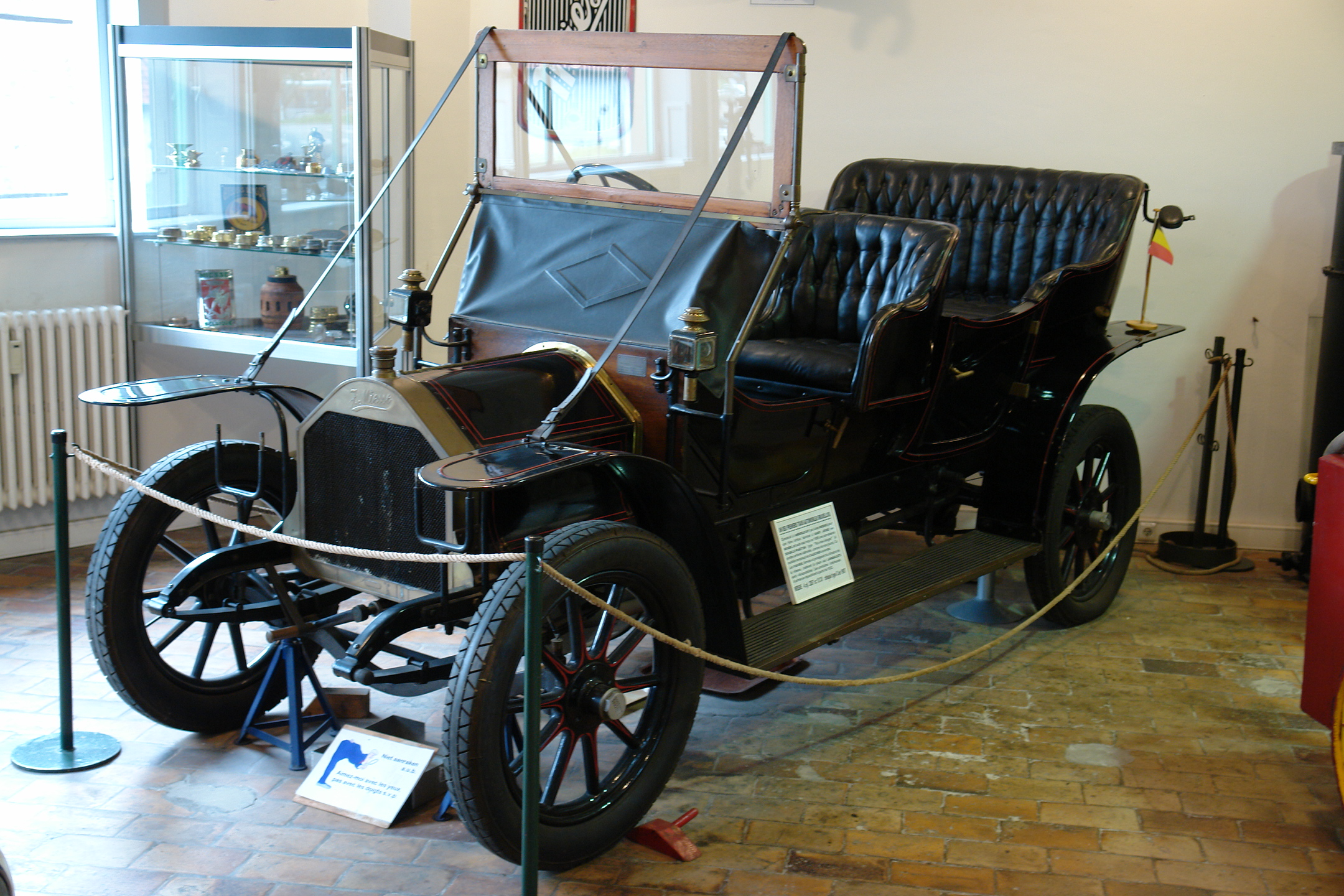
Een Miesse-taxi uit het begin van de twintigste eeuw.

Miesse is een Belgisch historisch merk van auto's, autobussen, vrachtauto's en motorfietsen.
Jules Miesse richtte in 1894 te Anderlecht een werkplaats op, waar hij in 1896 zijn eerste prototype bouwde. Het was een stoomvoertuig. Hij noemde zijn prototype Torpille. Hij noemde zijn auto's simpelweg Miesse, niet te verwarren met Auto-Miesse. De eerste Miesse's met stoom werden pas vanaf 1901 verkocht.
Vanaf 1900 produceerde Miesse ook benzinemotoren, waarmee ook enkele motorfietsen werden uitgerust. In mei 1900 behaalde de coureur Mulder met een Miesse-motorfiets een overwinning tijdens de kilometer met vliegende start in Diegem.
Daarna volgden personen- en vrachtauto's, sommige daarvan uitgerust met een (Bollée) stoommotor. In de vooroorlogse tijd waren de taxi's van Miesse een bekend gezicht in Brussel. In 1927 stopte de autoproductie en werden enkel nog vrachtauto's gemaakt. In 1929 nam het Bollinckx over. De nieuwe firma heette Automobiles Miesse et Usines Bollinckx Sociéte Anonyme, welke in 1939 werd verkort tot Auto-Miesse.
In 1972 rolde het laatste voertuig, een autobus, uit de fabriek.